# Брянськ – Смоленськ – Верхньодніпровський
Брянськ – Смоленськ – Верхньодніпровський – газопровід, зі спорудженням якого почалась продача блакитного палива до Смоленської облаті Росії.
У 1959-му став до ладу газопровід Шебелинка – Брянськ, головним завданням якого було транспортування ресурсу з гігантського Шебелинського родовища (Харківська область України) до трубопроводу Дашава – Київ – Брянськ – Москва. Втім, це також дозволило подати газ у північно-західному напрямку, для чого в 1965-му запустили трубопровід Брянськ – Смоленськ, виконаний в діаметрі 529 мм. Невдовзі його продовжили від Смоленська до Верхньодніпровського (район міста Дорогобуж), при цьому використали діаметр труб 273 мм. Загальна довжина маршруту Брянськ – Смоленськ – Верхньодніпровський становить 365 км. Підтримку тиску в системі забезпечує розташована у Смоленську компресорна станція.
У Верхньодніпровську головними споживачами доправленого ресурсу стали переведена з вугілля Дорогобузька ТЕС та запущений в 1965-му завод з виробництва азотних добрив. В Смоленську блакитне паливо використовує Смоленська ТЕЦ-2, яку первісно проектували під роботу у торфі. Втім, варто відзначити, що з кінця 1970-х Смоленська область може отримувати ресурс із значно потужнішої газопровідної системи Торжок – Івацевичі.